# Vicente Aleixandre (stanice metra v Madridu)
Vicente Aleixandre (plným názvem španělsky Estación de Vicente Aleixandre, dříve Metropolitano) je stanice metra v Madridu. Nachází se pod třídou Avenida Gregorio del Amo a ulicí Jana XXIII. v západní části města v městském obvodě Moncloa – Aravaca (jeden z výstupů se nachází v obvodě Chamberí). Stanice je využívána studenty z nedaleké pedagogické fakulty Universidad Complutense de Madrid, rektorátu Universidad Politécnica de Madrid, diplomatické školy a dále třeba i pacienty různých nemocnic v okolí. Stanice byla původně pojmenována podle bytové čtvrti Colonia del Metropolitano vystavěné ve 20. letech 20. století společností Compañía del Metropolitano (dnes Metro de Madrid, provozovatel madridského metra). Přejmenována byla 1. 12. 2018 podle španělského básníka Vicenta Aleixandreho.
Stanicí prochází okružní linka 6 a nachází se v tarifním pásmu A.

## Historie
Stanice byla otevřena 13. ledna 1987 během ceremoniálu v 9.30 a pro veřejnost v 11.00 jako součást úseku, který rozšířil linku 6 ze stanice Cuatro Caminos do stanice Ciudad Universitaria.
V létě 2014 proběhla rekonstrukce úseku linky 6 mezi stanicemi Moncloa a Metropolitano a stanice po tuto dobu sloužila jako konečná. Důvodem pro rekonstrukci byla oprava železničního spodku a kolejového lože a zároveň výměna výhybky z roku 1995, která připojuje k lince odstavné koleje ve stanici Ciudad Universitaria. Celková investice činila 500 000 €.

## Provoz
Společně se stanicí Colonia Jardín je to jediná stanice metra, ve které cestující nemohou změnit směr jízdy, aniž by neopustili placený přepravní prostor. Možnost bezplatného průchodu turnikety je možná pouze s přivoláním obsluhy. Stanice není bezbariérově přístupná (není vybavená výtahem, pouze eskalátory).